# لجوود (نیوجرسی)
لجوود (به انگلیسی: Ledgewood) یک منطقهٔ مسکونی در ایالات متحده آمریکا است که در راکسبری، نیوجرسی واقع شده‌است. لجوود ۲۳۴ متر بالاتر از سطح دریا واقع شده‌است.